# モナヴィー
モナヴィージャパン合同会社は、米国のマルチ企業
モナヴィーLLCの日本法人。
東京都港区赤坂に拠点を置いていた。2015年（平成27年）ジュネスグローバルにより買収され、2016年（平成28年）にすべてのモナヴィー製品が販売終了した。2022年（令和4年）7月1日よりジュネスグローバルによってモナヴィー アクティブが再販売される予定である。

## 概要
取扱商品としては、アマゾンのヤシ科植物「アサイー」と18種類のフルーツをブレンドしたジュースとジェルと呼ばれるピューレ状の濃縮タイプの他、栄養補助食品や日用品等を輸入・製造・連鎖販売取引している。
SAB（Scientific Advisory Board/モナヴィー科学諮問委員会）を設置、栄養学・食品化学における各専門家の監督・指導により製品開発を行なっている。

## 沿革2007年（平成19年）　日本拠点としてモナヴィージャパン株式会社を設立
- 2009年（平成21年）　インク誌が選ぶ第28回年間急成長米国企業

　　　　　　　　　　　　　　　　総合第18位、食品・飲料部門第1位、収益部門第3位

- 2009年（平成21年）　マウンテンウエストキャピタルネットワークユタ

　　　　　　　　　　　　　　　　急成長100社ランキング第1位

　　　　　　　　　　　　　　　　ユタビジネス・マガジン第2回年間急成長企業50プログラム第1位

- 2012年（平成24年）1月   モナヴィージャパン株式会社よりモナヴィージャパン合同会社に事業譲渡
- 2015年（平成27年）ジュネスグローバルにより、買収
- 2022年（令和4年）7月　ジュネスグローバルによりモナヴィー アクティブの再販売を予定

## 会員ランク
- インペリアル・ブラック・ダイヤモンド - 最高の称号[2]